# Marco Carola
Marco Carola (Nápoles el 7 de febrero de 1975) es un DJ italiano de música electrónica.

## Historia
A la edad de 13 años obtuvo su primera batería, que tocó durante años antes de comprar y pinchar discos. En 1990, cuando la escena del House italiana estaba en su edad de oro -a la vez que la locura del Acid House en Gran Bretaña- la batería de Carola fue sustituida por dos platos y una mesa de mezclas. Practicó mucho con la mesa y rápidamente aprendió a pinchar los nuevos ritmos que se escuchaban en las pistas de baile.
La transición de Carola hacia el techno comenzó en 1993 junto a otros amigos y clubbers napolitanos como Gaetano Parisio, Davide Squillace, Random Noize y demás DJs que estaban buscando hacer algo nuevo en la escena napolitana. Con la edad de oro del Italo-House llegando a su fin, el techno ofrecía nuevas posibilidades de experimentación con todos esos nuevos sonidos que encantaron a Marco y sus amigos. En esa época Marco también empezó a pensar en crear su propio estudio para expresar su propia visión del techno. Su habilidad para mezclar música y su talento en el terreno de la producción hizo que muchos artistas visitaran su estudio para grabar. Además de varios temas House, llegó a producir un 12" para el sello de los respetados y venerados MAW (Masters at Work).

## Sellos Discográficos
Carola se dio cuenta de las limitaciones que suponía grabar para los sellos de otros y en 1996 decidió crear su propio sello, Design Music, que se convertiría en el primer sello italiano que se dedicaba totalmente a publicar música techno, sorprendiendo a los aficionados al techno de la ciudad italiana con su propio 12" titulado Man Train. Rápidamente consiguió el apoyo de muchos DJs de todo el mundo que observaban el sonido de Carola como un cruce de caminos entre el Dynamic Syncopation de Surgeon, el Cavernous Walls de Lost y el I-Fidelity de Blueprint. En la actualidad el sello es uno de los focos principales de música techno italiana y en especial de Nápoles, con nuevos artistas como Gaetek y Random Noize. Tras el sello discográfico Design, Carola fundó en 1998 otro sello llamado One Thousands Records, para producir nueva música que pudiese probar en su, cada vez más completo, calendario de actuaciones en todo el mundo. En 1998 realizó su primer tour por Australia, seguido de las giras por Canadá y Estados Unidos, donde su estilo a tres platos lo convirtió en uno de los DJs más solicitados del mundo.
Vivió en Londres durante un período de tiempo pero antes disfrutó de un break de dos años en Frankfurt, con dos sellos nuevos, Zenit donde se encuentran DJs reconocidos como Stanny Franssen, Rino Cerrone, Danilo Vigorito y los finlandeses Mr Velcro Fastener, entre otros fichajes y Question que estuvo en pausa mientras el italiano se acomodó en su nueva ciudad, pero que se reactivó rápidamente para que Carola siguiera dando de que hablar, Como en su segundo largo Open System de ese mismo año 2001 en el que el italiano flirteaba con los breaks y los sonidos orgánicos en su obra más lograda hasta la fecha. 

## Nueva Era
En 2004 Marco Carola se renueva y decide dejar atrás los ritmos más duros para optar por centrarse en publicar música más minimalista, esta nueva etapa coincide con su vuelta a Nápoles y comienza a apostar por actuar en Clubs más pequeños donde se le permita desarrollar unos Sets más largos. Dos años más tarde Marco Carola muestra su sonido actual grabando el episodio 31 de la serie de mezclas del Club Fabric. En 2007 publica Apnea, el primer EP que saca con el sello Plus 8 y entra de lleno en la familia Minus en la que se queda hasta nuestros días y donde ha publicado varios EP tanto en Minus como en Plus 8 e incluso en M2, que es un subsello de Minus y que dirige el propio Carola. En 2011 publica su nuevo álbum, Play It Loud (Minus, 2011), con el que realiza una extensa gira de presentación que le lleva a viajar y a actuar por todo el mundo.

## Actualidad
En los últimos años se ha convertido en uno de los mayores exponentes de la música techno house  mundial, ganándose el apodo de "el comandante”. Actualmente tiene su residencia en la ciudad Alemana de Frankfurt, donde anteriormente creó los sellos Zenit y Question. Sus producciones viajan por todo el mundo en las maletas de los mejores DJs del planeta y Marco es sin duda el mejor DJ y productor, tanto por su depurada y exquisita técnica, así como por su forma de ver y entender la música techno house. Sin duda alguna se puede afirmar de él que es uno de los DJs que mayor influencia ha generado dentro del panorama internacional.

## Discografía

### Álbumes
- Marco Carola: "The 1000 Collection", One Thousands, 1998[4]

- Marco Carola: "Fokus", Zenit, 1998

- Marco Carola: "Open System", Zenit, 2001

- Marco Carola: "Question 10", Question, 2002

- Marco Carola: "Play It Loud!", Minus, 2011

### Sencillos y EP
•Hard Melody, Subway Records, 1995
•Apollo 13, Subway Records, 1995
•Marco Carola DJ Presenta C.O.M.A. - Global Trip Vol. 1, XXX Records, 1996
•Design, Design Music, 1996
•Marco Carola DJ Presenta C.O.M.A. - Global Trip Vol. 3, XXX Records, 1996
•Marco Carola DJ Presenta C.O.M.A. - Global Trip Vol. 2, XXX Records, 1996
•Follow Me, Subway Records, 1996
•Nuclear EP - Creation, One Thousands, 1996
•Carola EP - Essence, One Thousands, 1996
•Man Train EP, i220, 1997
•Tracks For Monostress Blue, Monostress Blue, 1997
•Hypertension EP, Primate Recordings, 1997
•Collectors Edition, One Thousands, 1997
•Pure Activity, One Thousands, 1997
•Synthetic, One Thousands, 1997
•Cosmic, One Thousands, 1997
•Mania, One Thousands, 1997
•The End, One Thousands, 1997
•Interplay, One Thousands, 1997
•Dope, One Thousands, 1997
•The Brainblister EP, Nitric, 1997
•Eternity, Design Music, 1997
•Ante Zenit 05, Zenit, 1998
•Ante Zenit 2, Zenit, 1998
•Ante Zenit 1, Zenit, 1998
•Fragile EP, Zenit, 1999
•Marco Carola & Gaetano Parisio - Coincidence, Conform, Conform, 1999
•Sasse & Marco Carola - Be With You, Not On Label, 2000
•Ante Open System EP, Zenit, 2001
•Appendix C, Southsoul Appendix, 2002
•Marco Carola & Cisco Ferreira - Night Clan EP, Zenit, 2003
•Avalanche (Kevin Saunderson Remixes), Zenit, 2003
•Diapasón EP, Zenit, 2003
•Do.Mi.No 01, Domestic Minimal Noise, 2004
•Do.Mi.No 02, Domestic Minimal Noise, 2004
•Avalanche, Zenit, 2004
•Do.Mi.No 03, Domestic Minimal Noise, 2005
•Do.Mi.No 04, Domestic Minimal Noise, 2005
•1000 Remix, ELP Medien & Verlags GmbH, 2005
•Apnea, Plus 8 Records Ltd., 2007
•Re_Solution, Minus 2M, 2007
•Plus Two, Plus 8 Records Ltd., 2008
•Bloody Cash, Plus 8 Records Ltd., 2008
•Get Set, 2M, 2008
•Plus One, Plus 8 Records Ltd., 2008
•Walking Dog, Minus, 2009 

### Compilados
•Marco Carola: "Fabric 31", 2006
•Time Warp Compilation 09, Time Warp, 2009
•Marco Carola & Nick Curly - Party Animals, Cocoon Recordings, 2010
•RA.252 (Archivo, MP3, Mezcla, 160), Resident Advisor, 2011
•Marco Carola - Music On Closing, 28/09/12 En Vivo Desde Amnesia Ibiza, Music On 2012